# Tschornohora
Die Tschornohora (ukrainisch Чорногора; russisch Черногора Tschernogora, polnisch Czarnohora, tschechisch und slowakisch Čornohora/Čornáhora, ungarisch Feketebérc, deutsch Schwarze Berge) ist der höchste Gebirgszug der Waldkarpaten und der Ukraine.

Lagekarte des Gebirges - c11

Der Gebirgszug liegt im Biosphärenreservat Karpaten in den Äußeren Ostkarpaten und schließt südlich an die Gorgany an. 
In den „Schwarzen Bergen“ liegen sämtliche Zweitausender der Ukraine; die Howerla (2062 m), der Brebeneskul (2038 m), der Pip Iwan (2022 m, auch Pop Iwan), der Petros (2020 m), der Hutyn Tomnatyk (2016 m) und die Rebra (2001 m). Ebenso findet sich hier mit dem Brebeneskul-See der höchstgelegene See der Ukraine.
Der Hauptkamm des aus Flyschgestein bestehenden Massivs bildet die Wasserscheide zwischen dem Pruth und der Theiß sowie die Grenze zwischen der Oblast Transkarpatien und der Oblast Iwano-Frankiwsk. In den niederen Lagen des Gebiets leben vorwiegend Huzulen, die sich mit der Weidewirtschaft beschäftigen.
Größere Ortschaften und Tourismuszentren sind Bystrez, Rachiw, Werchowyna, Worochta und Jassinja.